# میرزا سید رضا بدیع‌الملک
میرزا سید رضا بدیع‌الملک برادر میرزا سید علی موثق‌الملک پیشخدمت خاصه مظفرالدین‌شاه و مستوفی اول دیوان بود. در دوران سلطنت مظفرالدین‌شاه مدتی حاکم ساوه، زرند و ایل شاهسون بغدادی بود و سپس به حکومت قم منصوب شد. 